# Fernando Cavenaghi
Pour les articles homonymes, voir Cavenaghi.
Fernando Ezequiel Cavenaghi, né le 21 septembre 1983 à General O'Brien (es) (Province de Buenos Aires) en Argentine, est un ancien footballeur international argentin.  Il a évolué au poste d'attaquant.

## Carrière

### En club
Fernando Cavenaghi est formé au CA River Plate, il fait ses débuts à l'âge de 16 ans, lors de la saison 2000-2001. Il remporte par trois fois le tournoi de clôture (Clausura) du championnat d'Argentine avec River, inscrivant 55 buts en 88 matches. Il est alors comparé au buteur Gabriel Batistuta, qui s'est également révélé sous les couleurs du club de Buenos Aires, et devient la cible de nombreux clubs étrangers. En 2004 il est transféré au Spartak Moscou mais s'adapte difficilement au championnat russe. Cavenaghi inscrit 12 buts en 51 matches disputés avec le Spartak.
En janvier 2007, il est recruté par les Girondins de Bordeaux. Cavenaghi peine à s'imposer dans l'équipe entraînée par Ricardo, qui compte dans ses rangs des joueurs offensifs tels Jean-Claude Darcheville et l'international marocain Marouane Chamakh. Entre janvier et juin 2007, il est seulement aligné à neuf reprises en Ligue 1 et inscrit deux buts. Cavenaghi est remplaçant lors de la finale de la Coupe de la Ligue disputée en mars 2007 et remportée par les Girondins aux dépens de l'Olympique lyonnais.
Opéré d'une pubalgie en juillet 2007, qui lui vaut plusieurs semaines d'indisponibilité, Cavenaghi est toujours remplaçant au début de la saison 2007-2008. Malgré tout, il est régulièrement aligné en coupe UEFA par le nouvel entraîneur du club, Laurent Blanc. Dans cette compétition, il inscrit quatre buts en cinq matches. Cavenaghi est titulaire lors de la rencontre de Ligue 1 entre Bordeaux et l'AJ Auxerre, disputée le 12 janvier 2008 au stade Jacques-Chaban-Delmas. L'Argentin inscrit un doublé dans ce match remporté par les Girondins sur le score de 4-1.
Par la suite, Cavenaghi est régulièrement aligné en championnat, il inscrit notamment des doublés face au FC Metz et à l'AS Monaco durant le mois de février, puis récidive contre Nancy et Caen. Au terme de la saison, il est le meilleur buteur des Girondins avec 15 réalisations en Ligue 1, devançant David Bellion et le milieu offensif brésilien Wendel,.
Il est prêté en août 2010 pour un an avec option d'achat de 3,5 millions d'euros au club espagnol du Real Majorque mais il profite également de l'occasion pour prolonger son contrat avec les Girondins pour une saison ; son contrat avec Bordeaux est valable jusqu'en juin 2012.
En janvier 2011, il est prêté au club brésilien de l'Internacional Porto Alegre. Fernando Cavenaghi s'est vu libéré de son contrat de prêt à sa demande le 23 juin 2011, il retourne ainsi en Gironde pour la saison 2011/2012
Le vendredi 15 juillet, il rompt à l'amiable son contrat avec les Girondins de Bordeaux et décide de retourner dans son club formateur de River Plate fraîchement relégué, pour l'aider à remonter en première division.
Cavenaghi réussit une saison complète en Nacional B. L'entraîneur de River, Matías Almeyda, lui donne le brassard et il marque à 19 reprises, ce qui fait de lui le troisième meilleur buteur de la saison. Il forme un duo d'attaque très performant avec David Trezeguet en deuxième partie de saison. Le club remonte en Primera Division, un an seulement après la relégation. Malgré cette remontée, Daniel Passarella et Almeyda décide de se séparer de Cavenaghi, pourtant capitaine de l'équipe et grand artisan de la remontée. Cavenaghi est donc libre de signer où il veut pour la saison 2012/2013.
De nombreux clubs se manifestent pour enrôler l'ancien girondin, notamment en Ligue 1 avec le Toulouse FC, le Stade rennais et l'AS Saint-Etienne. Cavenaghi rejoint finalement Villarreal CF, récemment relégué en Liga Adelante. Pour son premier match contre la Real Madrid Castilla, il signe un doublé pour ses nouvelles couleurs.
Fin janvier 2013, il résilie son contrat et signe aussitôt en faveur du club mexicain du CF Pachuca. Engagé jusqu'à la fin de l'année, il décide début novembre 2013 de ne pas prolonger avec son club et se retrouve libre de tout contrat,.
Début janvier 2014, il signe de nouveau à River Plate et remporte la Copa Libertadores en 2015,.
Fin décembre 2016, il met un terme a sa carrière à l'âge 33 ans. Il doit renoncer faute de propositions et d'une santé fragile.

### En sélection nationale
En 2003, Fernando Cavenaghi fait partie de la sélection argentine qui remporte le championnat d'Amérique du sud des moins de 20 ans. Cavenaghi termine meilleur buteur du tournoi,. Il est également sélectionné pour disputer la coupe du monde des moins de 20 ans. Éliminée en demi-finale par le Brésil, l'Argentine est battue par la Colombie lors du match pour la troisième place et se classe 4e. L'attaquant inscrit quatre buts, dont deux sur penalty, et termine meilleur buteur de la compétition à égalité avec le Brésilien Dudu, l'Américain Eddie Johnson et le Japonais Daisuke Sakata.
En mars 2008, ses bonnes prestations avec les Girondins attirent l'attention de Alfio Basile, sélectionneur de l'équipe d'Argentine, qui doit faire face au forfait de plusieurs attaquants, dont Lionel Messi, Carlos Tévez. Il appelle Cavenaghi pour disputer un match amical en Égypte.

## Palmarès

### En club
- Vainqueur de la Copa Libertadores en 2015 avec River Plate
- Vainqueur de la Copa Sudamericana en 2014 avec River Plate
- Champion d'Argentine en 2014 avec River Plate
- Champion de France en 2009 avec les Girondins de Bordeaux
- Champion de Chypre en 2016 avec l'APOEL Nicosie
- Vainqueur du Tournoi de Clôture en 2002, en 2003 et en 2004 avec River Plate
- Vainqueur de la Coupe de la Ligue en 2007 et en 2009 avec les Girondins de Bordeaux
- Champion d'Argentine de Division 2 en 2012 avec River Plate
- Vainqueur du Trophée des Champions en 2008 et en 2009 avec les Girondins de Bordeaux

### EnÉquipe d'Argentine
- 4 sélections  en 2008
- Vainqueur de la Copa América des moins de 20 ans en 2003 avec les moins de 20 ans
- 4e de la Coupe du Monde des moins de 20 ans en 2003 avec les moins de 20 ans

### Distinctions individuelles
- Meilleur buteur du championnat de Chypre en 2016 (19 buts)
- Meilleur buteur du Copa América des moins de 20 ans en 2003 (8 buts)
- Meilleur buteur Coupe du Monde des moins de 20 ans en 2003 (4 buts)
- Élu meilleur joueur étranger de Ligue 1 en 2008 par France Football

## Statistiques
| Saison                | Club                    | Championnat           | Championnat | Championnat | Coupe(s) nationale(s) | Coupe(s) nationale(s) | Supercoupe | Supercoupe | Compétition(s) continentale(s) | Compétition(s) continentale(s) | Compétition(s) continentale(s) | Argentine | Argentine | Total | Total |
| Saison                | Club                    | Division              | M.          | B.          | M.                    | B.                    | M.         | B.         | Comp.                          | M.                             | B.                             | M.        | B.        | M.    | B.    |
| 2000-2001             | River Plate             | Primera división      | 5           | 1           | -                     | -                     | -          | -          | CL                             | 3                              | 2                              | -         | -         | 8     | 3     |
| 2001-2002             | River Plate             | Primera división      | 23          | 17          | -                     | -                     | -          | -          | CL                             | 3                              | 0                              | -         | -         | 26    | 17    |
| 2002-2003             | River Plate             | Primera división      | 33          | 21          | -                     | -                     | -          | -          | CL+CS                          | 8+2                            | 3+0                            | -         | -         | 43    | 24    |
| 2003-2004             | River Plate             | Primera división      | 27          | 17          | -                     | -                     | -          | -          | CL+CS                          | 11+5                           | 6+4                            | -         | -         | 43    | 27    |
| Sous-total            | Sous-total              | Sous-total            | 88          | 56          | -                     | -                     | -          | -          | -                              | 32                             | 15                             | -         | -         | 120   | 71    |
| 2004                  | Spartak Moscou          | Premier-Liga          | 9           | 1           | -                     | -                     | -          | -          | -                              | -                              | -                              | -         | -         | 9     | 1     |
| 2005                  | Spartak Moscou          | Premier-Liga          | 25          | 6           | 7                     | 5                     | -          | -          | -                              | -                              | -                              | -         | -         | 32    | 11    |
| 2006                  | Spartak Moscou          | Premier-Liga          | 17          | 5           | 1                     | 0                     | -          | -          | C1                             | 4                              | 0                              | -         | -         | 22    | 5     |
| Sous-total            | Sous-total              | Sous-total            | 51          | 12          | 8                     | 5                     | -          | -          | -                              | 4                              | 0                              | -         | -         | 63    | 17    |
| 2006-2007             | Girondins de Bordeaux   | Ligue 1               | 9           | 2           | -                     | -                     | -          | -          | -                              | -                              | -                              | -         | -         | 9     | 2     |
| 2007-2008             | Girondins de Bordeaux   | Ligue 1               | 23          | 15          | 5                     | 2                     | -          | -          | C3                             | 7                              | 6                              | 3         | 0         | 38    | 23    |
| 2008-2009             | Girondins de Bordeaux   | Ligue 1               | 29          | 13          | 2                     | 1                     | 1          | 0          | C1+C3                          | 3+2                            | 0+1                            | 1         | 0         | 38    | 15    |
| 2009-2010             | Girondins de Bordeaux   | Ligue 1               | 20          | 3           | 4                     | 3                     | 1          | 1          | C1                             | 3                              | 0                              | -         | -         | 28    | 7     |
| 2010-2011             | Girondins de Bordeaux   | Ligue 1               | 2           | 0           | 0                     | 0                     | -          | -          | -                              | -                              | -                              | -         | -         | 2     | 0     |
| 2010-2011             | RCD Majorque (prêt)     | Liga BBVA             | 11          | 2           | 2                     | 4                     | -          | -          | -                              | -                              | -                              | -         | -         | 13    | 6     |
| 2011                  | SC Internacional (prêt) | Série A+Gaucho        | 2+6         | 1+1         | -                     | -                     | -          | -          | CL                             | 4                              | 0                              | -         | -         | 12    | 2     |
| Sous-total            | Sous-total              | Sous-total            | 102         | 37          | 13                    | 10                    | 2          | 1          | -                              | 19                             | 7                              | 4         | 0         | 140   | 55    |
| 2011-2012             | River Plate             | Primera B             | 37          | 19          | 1                     | 0                     | -          | -          | -                              | -                              | -                              | -         | -         | 38    | 19    |
| 2012-2013             | Villarreal CF           | Liga Adelante         | 18          | 4           | 1                     | 0                     | -          | -          | -                              | -                              | -                              | -         | -         | 19    | 4     |
| Sous-total            | Sous-total              | Sous-total            | 55          | 23          | 2                     | 0                     | -          | -          | -                              | -                              | -                              | -         | -         | 57    | 23    |
| 2012-2013             | CF Pachuca              | Liga MX               | 10          | 2           | 3                     | 3                     | -          | -          | -                              | -                              | -                              | -         | -         | 13    | 5     |
| 2013-2014             | CF Pachuca              | Liga MX               | 11          | 2           | 3                     | 1                     | -          | -          | -                              | -                              | -                              | -         | -         | 14    | 3     |
| Sous-total            | Sous-total              | Sous-total            | 21          | 4           | 6                     | 4                     | -          | -          | -                              | -                              | -                              | -         | -         | 27    | 8     |
| 2013-2014             | River Plate             | Primera división      | 20          | 8           | 1                     | 0                     | -          | -          | -                              | -                              | -                              | -         | -         | 21    | 8     |
| 2014-2015             | River Plate             | Primera división      | 21          | 13          | 1                     | 0                     | 1          | 0          | CL+CS+RC                       | 6+3+1                          | 0                              | -         | -         | 33    | 13    |
| Sous-total            | Sous-total              | Sous-total            | 41          | 21          | 2                     | 0                     | 1          | 0          | -                              | 10                             | 0                              | -         | -         | 54    | 21    |
| 2015-2016             | APOEL Nicosie           | Marfin Laiki League   | 18          | 19          | 3                     | 2                     | -          | -          | C3                             | 5                              | 2                              | -         | -         | 26    | 23    |
| Sous-total            | Sous-total              | Sous-total            | 18          | 19          | 3                     | 2                     | -          | -          | -                              | 5                              | 2                              | -         | -         | 26    | 23    |
| Total sur la carrière | Total sur la carrière   | Total sur la carrière | 376         | 172         | 34                    | 21                    | 3          | 1          | -                              | 70                             | 24                             | 4         | 0         | 487   | 218   |